# Shopping Center3
Shopping Center3 est un centre commercial brésilien situé à São Paulo au 2064, avenue Paulista. Ouvert en 1969, il compte 100 boutiques réparties sur quatre niveaux et est visité chaque année par environ 1,5 million de personnes.

## Annexe